# Ignacy Filipecki
Ignacy Filipecki w zakonie przyjął imię Stanisław (ur. 20 lipca 1742 w Markuszach koło Puław, zm. 20 października 1803 w Warszawie) – polski duchowny katolicki.
Ukończył kolegium jezuitów we Lwowie, a 5 października 1759 roku wraz z bratem Wojciechem wstąpił do kapucynów prowincji polskiej w Lubartowie. 
W 1762 roku studiował filozofię w Olesku. Uchodził za znakomitego kaznodzieję. Był oddany sprawie polskiej, co objawiało się m.in. wygłaszaniem patriotycznych kazań. Przez jedno z nich ks. Stanisław miał nawet pewnie nieprzyjemności ze strony zwolenników Rosji.
Od 1770 przez 7 lat wykładał filozofię i teologię w studiach zakonnych. W 1774 zorganizował  czterodniową dysputę teologiczną z udziałem najsławniejszych teologów, ks. Hincza i ks. Zachariasiewicza. Otrzymał wtedy publiczną pochwałę nuncjusza Garampiego.
Można dokładnie prześledzić karierę duchowną ks. Stanisława w czasie jego wieloletniej posługi zakonnej. W latach 1778–1782 i 1786-1788 był gwardianem w Lublinie, następnie w Warszawie w latach 1781-1784 i 1796-1801. Równocześnie był definitorem : drugim w latach 1781-1784 i pierwszym 1784-1787. W końcu został desygnowany kolejno na urząd kustosza  (1878-1790 i 1793-1796) i prowincjała  prowincji polskiej (1790-1793). Po ostatecznym utraceniu niepodległości przez Polskę otrzymał urząd asystenta w komisariacie generalnym w zaborze pruskim (lata 1797-1802) i komisarza generalnego dla tegoż komisariatu w 1802- 1803.
Będąc gwardianem w Lublinie w 1787 wyremontował kościół zakonny. W prowincji zaprowadził czytanie „Mortuologium”, czyli wspomnień o zmarłych zakonnikach. Starał się uwolnić prowincję od wpływów czeskich i niemieckich zakonników, dlatego wystarał się w Rzymie  o zgodę przesyłania korespondencji prowincjałów polskich na ręce sekretarza o. Sabina, który był Francuzem, a nie przez sekretarza niemieckiego. 
Popierał zachowanie karności zakonnej. Zachowały się informacje o wydaleniu przez niego dwóch kleryków, br. Rogacjana Wojewódzkiego i br. Pawła Ganshvida. Fundacje w Chodorkowie ks. Stanisław podniósł do rangi konwentu. W początku jego rządów prowincja składała się z 14 klasztorów i 5 hospicjów. Posiadała też 146 księży, 18 kleryków, 81 braci, razem 245 zakonników. W czasie insurekcji w 1794 r. desygnował na śmierć Józefa Ankwicza, marszałka Rady Nieustającej.